# Andrej Vladimirovitsj Kozyrev

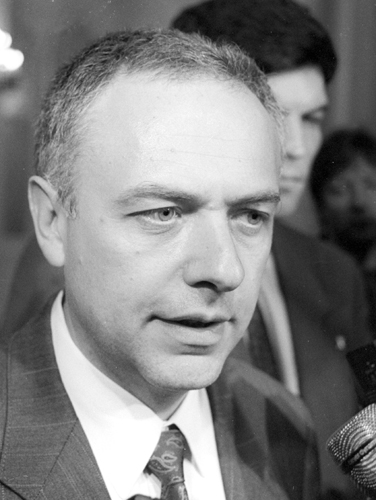
Andrei Kozyrev

Andrej Vladimirovitsj Kozyrev (Russisch: Андрей Владимирович Козырев)  (Brussel, 27 maart 1951) was Russisch minister van Buitenlandse Zaken in de regering van Boris Jeltsin. Hij bekleedde dit ambt van oktober 1990 tot januari 1996.
Hij is een oud-leerling van het Staatsinstituut voor Internationale Betrekkingen van Moskou. Sinds 1968 werkte hij in het Ministerie van Buitenlandse Zaken van de Sovjet-Unie, waar hij van 1986 tot 1990 de afdeling "Internationale Organisaties" leidde.
In 1993 vertegenwoordigde hij Rusland bij de ondertekening van de "Declaratie van Principes over de Reglementen van Interim Zelfbestuur" of "Eerste Oslo-akkoord". Zijn politieke koers werd door een grote meerderheid van het parlement evenwel te veel als toenadering tot de NAVO bevonden, wat leidde tot zijn vervanging door Jevgeni Primakov in 1996.